# Megaselia pullipalpis
Megaselia pullipalpis är en tvåvingeart som beskrevs av Colyer 1962. Megaselia pullipalpis ingår i släktet Megaselia och familjen puckelflugor. Inga underarter finns listade i Catalogue of Life.